# Бондаревская (пещера)
Бо́ндаревская — пещера, расположенная в горном массиве Фишт на территории Адыгеи, на левом берегу реки Курджипс, в километре от Азишского перевала по автодороге Даховская — Лагонаки, в 360 м ниже впадения в реку Курджипс ручья Водопадного. Вход в пещеру находится в обрывистом берегу долины в 29 м выше Курджипса.
Характеристики: протяжённость 1030 м, проектируемая длина 960 м, перепад высот 37 м (-12 м; +25 м), глубина 535 м, площадь 1580 м², объём 3100 м³, высота входа 2350 м.

## Описание
Пещера является источником воды. Высота 2 этажа, конструктивно напоминает дерево. Поперечные сечения второго этажа на расстоянии около 40 м от входа овальные, далее — прямоугольные. Потолок пещеры плоский, за исключением места над привходовой зоной, а пол наклонный. Пещера глубокого заложения, расположена в верхнеюрских (титонских) мергелистых тонкоплитчатых известняках, склоняющихся под углом 5° в направлении севера. Первый этаж полости на всём протяжении затоплен водой. Ручей пещеры, расходующий воду в мае в количестве 0,08 м³/с, связан с источниками на Курджипсе и окрашен. В пещере есть открытый сифон длиной 10 м. Кроме того, там расположены большие объёмы глины. Имеется множество натёков в засифоненной части по обоим этажам.

## Сложности прохождения пещеры
Пещера относится к категории сложности 2А, для её прохождения необходим скафандр. Важнейшим препятствием в источниках назван открытый сифон шириной 10 м, расположенный в засифоненной части Бондаревской на верхнем этаже.

## История исследования
- 1971, лето — открыта Б. И. Бондаревым. Осуществлена проходка до первого этажа.
- 1972 — пройдена до сифона.
- 1977 — пройден сифон, при продолжении проходки произошёл обвал.
- 1979 — проходка полностью завершена.

Краснодарской городской секцией спелеотуризма были организованы все экспедиции в Бондаревскую пещеру.

## Другие пещеры массива
- Пещера Бегемот
- Пещера Большой приз
- Пещера Кунцевская
- Пещера Парящая птица